# Dragee

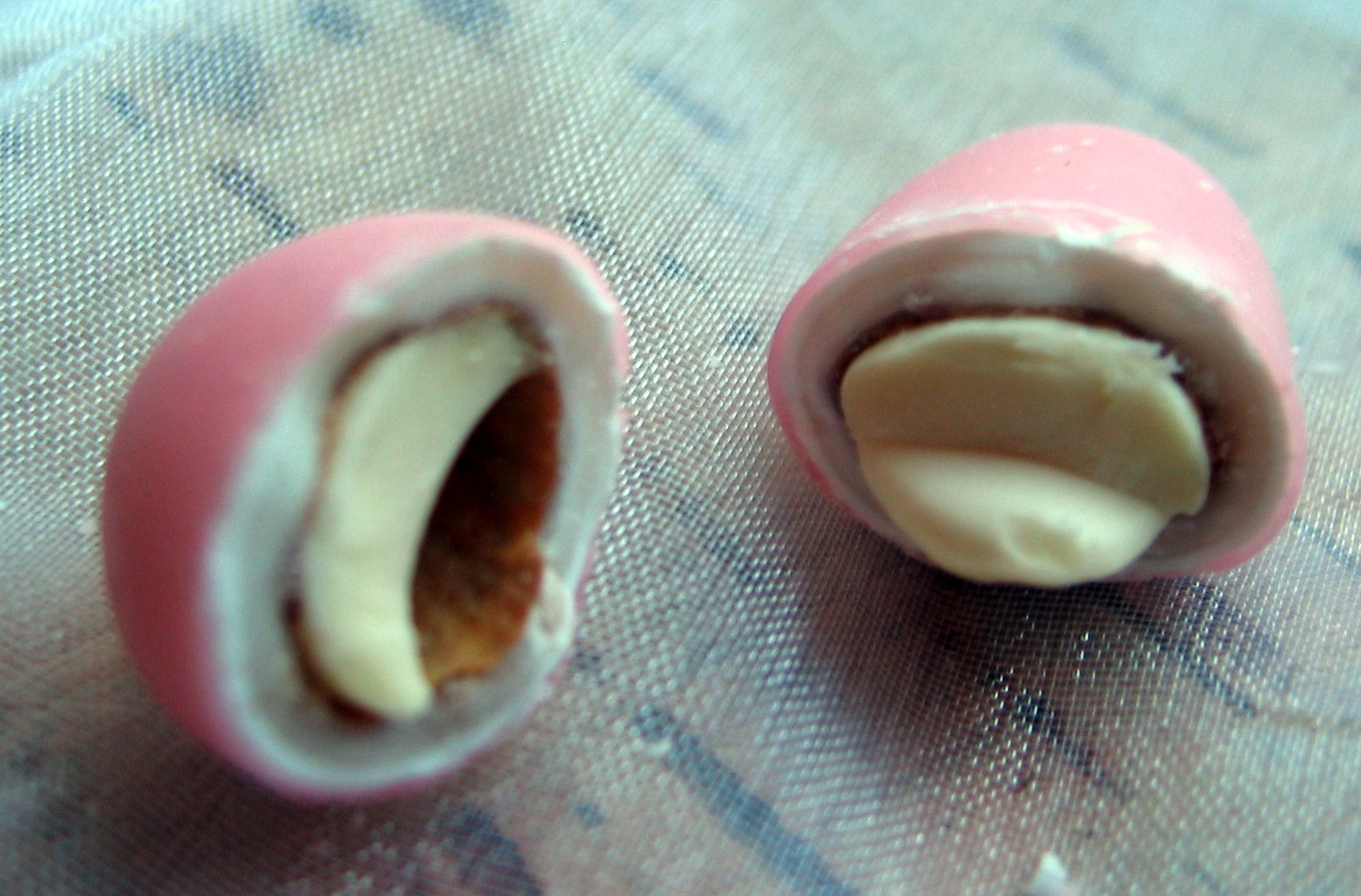
Süßigkeit als Dragee

Ein Dragee [draˈʒeː], auch Dragée, aus dem Französischen, von lateinisch und griechisch tragemata „Nachtisch“, ist eine mit einem Überzug versehene linsenförmige Tablette oder Süßigkeit.

## Dragee als Arzneiform
Eine meistens runde oder ovale Tablette wird mit einem Überzug versehen (dragiert). Der Kern eines Dragees kann auch Granulat sein.

### Zuckerschicht
Die erste Schicht besteht aus Zucker. Sie dient der Überdeckung eines unangenehmen Geschmacks, schützt den Drageekern und den enthaltenen Arzneistoff und erleichtert durch die glatte Oberfläche das Schlucken.

### Weitere Schichten
Über die Zuckerschicht können weitere Schichten aufgebracht werden, etwa ein säurefester Überzug aus Schellack. Solche Dragees geben den Wirkstoff erst im alkalischen Milieu des Darms frei, was säureempfindliche Substanzen vor Zersetzung durch Magensäure schützt.

### Herstellung
Die klassischen Herstellungsschritte für eine Kesseldragierung beschreibt die pharmazeutische Technologie als Andecken, Auftragen, Glätten, Färben und Polieren.

## Dragee als Süßigkeit, Zuckerdragee
Die meist linsenförmige Süßigkeit wird mit einem Überzug aus Zucker oder Schokolade versehen. In die Lebensmittelbranche wurde das Dragee 1908 als sogenannte Liebesperlen (Fa. Hoinkis, Görlitz) eingeführt.
Die Überzüge aus Zucker sind sehr stabil gegenüber Umwelteinflüssen wie Wasser oder Luftsauerstoff. So lassen sich Stoffe schützen, die nicht wasser- oder sauerstoffstabil sind.